# Legione araba libera

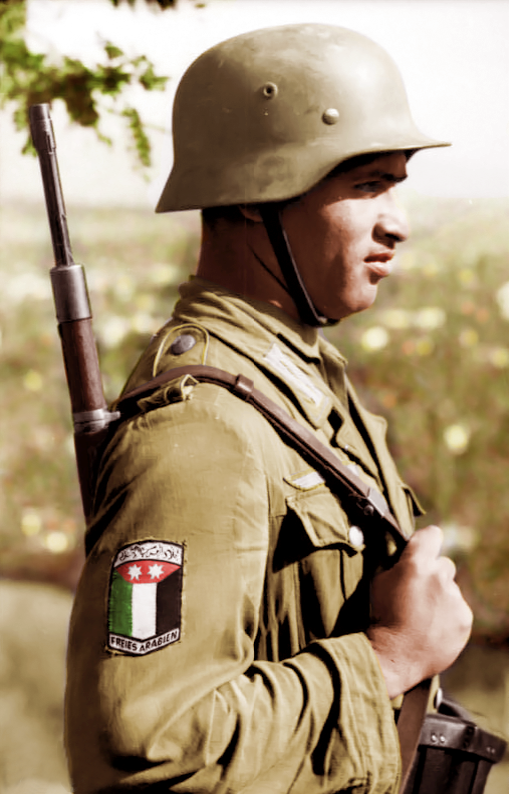
Soldato della Legione Araba fotografato nella Grecia occupata nel settembre 1943.
(fotografia ricolorata)

La Legione Arabia Libera (in tedesco: Legion Freies Arabien, in arabo: جيش بلاد العرب الحرة) era un'unità militare straniera della Germania Nazista formata da volontari arabi provenienti dal Medio Oriente e dal Nord Africa durante la seconda guerra mondiale.

## Storia

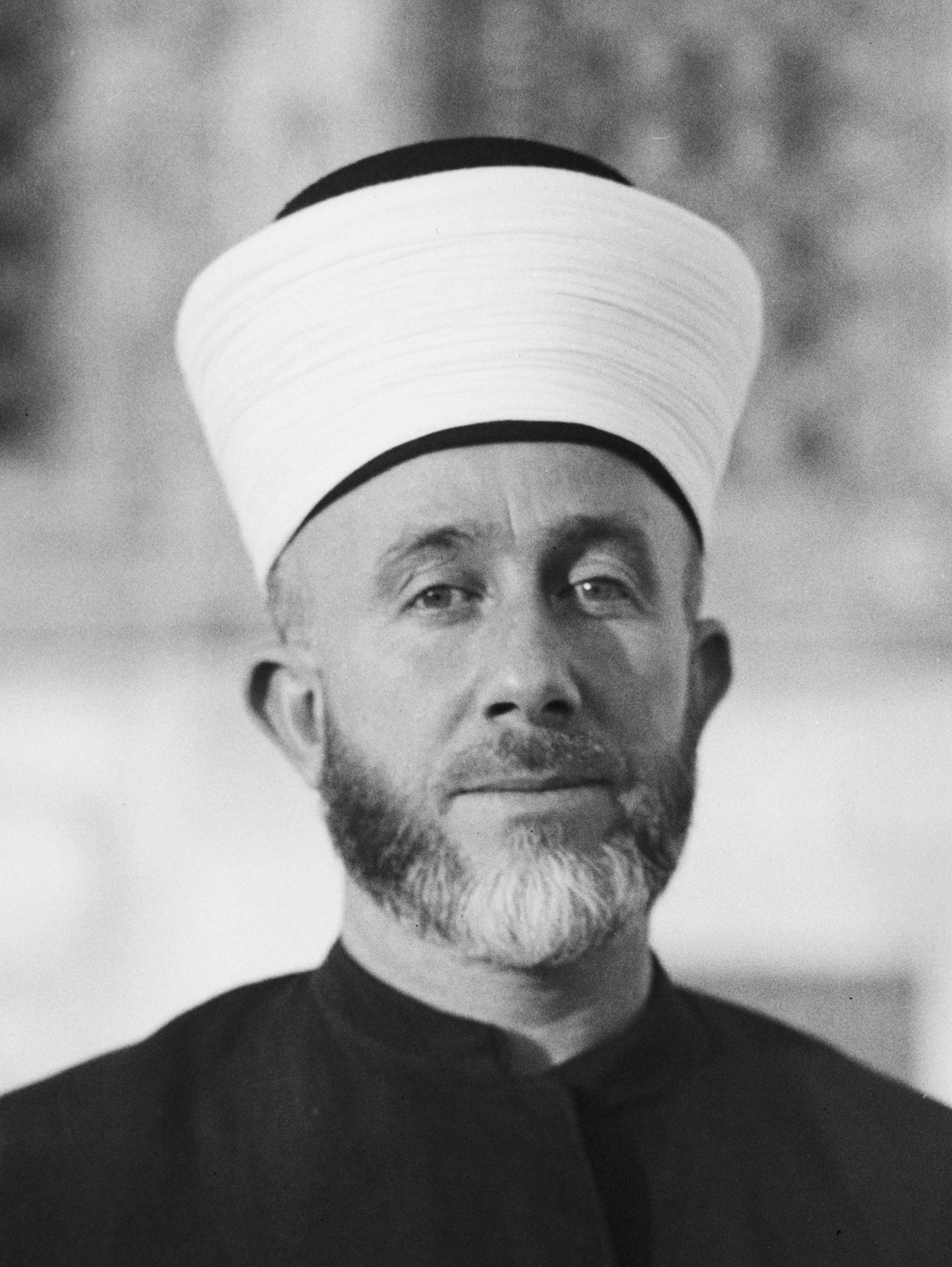
Amin al-Husseini, gran muftì di Gerusalemme, co-ideatore della Legione Araba Libera

È stata creata da Amin al-Husseini e Rashid Ali quando nel 1941 suggerirono ad Adolf Hitler la formazione di un esercito di volontari arabi. L'unità fu comandata da Hellmuth Felmy, soprattutto per supportare gli iracheni nella guerra anglo-irachena del 1941, soppressa dai britannici. L'unità è stata prima acquartierata in Siria includendo molti espatriati iracheni e arabi siriani. Dopo la conquista della Siria da parte delle forze britanniche, australiane e francesi, l'unità è stata trasferita a Capo Sunio in Grecia.
I tedeschi avevano intenzione di utilizzare la legione per conquistare il Caucaso e da lì istituire un governo in Iraq utilizzando la regione come testa di ponte e base per conquistare l'Iraq, evento mai verificatosi, ma i soldati arabi comunque combatterono contro l'Armata Rossa nella battaglia del Caucaso.
In occasione dell'Operazione Torch (Torcia) gli alleati conquistarono la Tunisia, territorio della Francia di Vichy. Durante i combattimenti il comando tedesco unì gli arabi tunisini nella legione.